# Kroneckerdelta
In de wiskunde komt het nogal eens voor dat in formules met twee indices onderscheid gemaakt moet worden in de gevallen dat de beide indices al dan niet aan elkaar gelijk zijn. Daartoe is de kroneckerdelta bedacht, een symbool met de waarde 1 als de beide indices aan elkaar gelijk zijn en anders de waarde 0. De kroneckerdelta is genoemd naar de Duitse wiskundige en logicus Leopold Kronecker (1823-1891).

## Definitie
De kroneckerdelta, genoteerd als {\displaystyle \delta _{ij}}, is gedefinieerd als:
{\displaystyle \delta _{ij}=\left\{{\begin{matrix}1&{\mbox{als }}i=j\\0&{\mbox{als }}i\neq j\end{matrix}}\right.}
Men schrijft ook wel {\displaystyle \delta _{i}^{j}} of {\displaystyle \delta ^{ij}} al naargelang de toepassing.
De kroneckerdelta is gezien deze formulering een functie van twee variabelen, die gelijk is aan 1 als de twee variabelen gelijk zijn, en nul als dat niet het geval is. De kroneckerdelta wordt echter meer beschouwd als een handig notatiesymbool dan als een echte functie.

## Toepassing
In de lineaire algebra kan de {\displaystyle n\times n}-eenheidsmatrix geschreven worden als {\displaystyle (\delta _{ij})}.